# Orimarga (Orimarga) guttipennis
Orimarga (Orimarga) guttipennis is een tweevleugelige uit de familie steltmuggen (Limoniidae). De soort komt voor in het Palearctisch gebied.